# Association française de mécanique
Pour les articles homonymes, voir AFM.
L’Association française de mécanique (AFM), est une association créée en 1997 par l'union de 17 sociétés savantes et industrielles couvrant les disciplines de la mécanique. Elle a été impulsée par le Haut Comité Mécanique (HCM), avec le soutien décisif de la Fédération des industries mécaniques (FIM), du Centre Technique des Industries Mécaniques (CETIM) et de l'Association Universitaire en Mécanique (AUM) pour la partie académique. C'est un lieu d'échanges entre chefs d'entreprises, ingénieurs, techniciens, chercheurs, enseignants, experts mécaniciens. Elle a ainsi vocation à promouvoir des activités et des réalisations dans les principaux métiers de la mécanique.
Le mode de fonctionnement de l'AFM, à travers ses 19 groupes scientifiques et techniques (GST) et Commissions, ses groupes thématiques transverses (GTT), l'organisation de journées d'études, de congrès, la publication de lettres d'information et d'une revue internationale référencée Mechanics & Industry, vise au transfert de connaissances et plus particulièrement favorise le « transfert de technologies » de la recherche vers l'industrie. Elle a aussi pour vocation de représenter la mécanique française face à ses homologues étrangères. L'AFM est l'interlocuteur privilégié du Ministère de l'Enseignement Supérieur et de la Recherche en France pour l'ensemble des activités de recherche en Mécanique et en lien étroit avec le Comité National Français de Mécanique (CNFM) qui assure l’interface avec l’IUTAM (International Union of Theoretical and Applied Mechanics).
L'AFM organise tous les deux ans un congrès national intitulé Congrès Français de Mécanique regroupant plus de 1000 participants. Elle est à l'initiative d'un " Livre blanc de la Mécanique ", qui recense les verrous scientifiques et technologiques restant à lever dans le domaine.

## Les présidents de l'Association Française de Mécanique
Depuis 1997, huit présidents se sont succédé à la tête de l'association. Le président actuel est Éric Arquis, élu en mars 2016.
| Nom                | Années    |
| ------------------ | --------- |
| Jean-Claude Lachat | 1997-2000 |
| Christian Sayettat | 2000-2003 |
| Michel Combarnous  | 2003-2006 |
| Gérard Maeder      | 2006-2010 |
| Jean-Marc Théret   | 2010-2013 |
| Claude Quillien    | 2013-2013 |
| Pierre Devalan     | 2013-2016 |
| Eric Arquis        | 2016-...  |
|                    |           |